# Andrej Panadić
Andrej Panadić (født 9. marts 1969) er en kroatisk fodboldtræner og tidligere fodboldspiller.

## Kroatiens fodboldlandshold
| Jugoslaviens landshold | Jugoslaviens landshold | Jugoslaviens landshold |
| År                     | Kmp                    | Mål                    |
| ---------------------- | ---------------------- | ---------------------- |
| 1989                   | 3                      | 0                      |
| Total                  | 3                      | 0                      |